# Your Blue Room
Your Blue Room est une chanson de Passengers, un groupe composé du groupe de rock U2 et du producteur Brian Eno. Il s'agit du troisième morceau de la seule sortie du groupe, l'album de 1995 Original Soundtracks 1. Le morceau a été écrit pour le film de Michelangelo Antonioni et Wim Wenders de 1995 Par-delà les nuages. Bien qu'Eno ait pris la majorité des décisions créatives au cours des sessions d'enregistrement, Your Blue Room est l'un des rares morceaux de l'album que les membres de U2 ont créé eux-mêmes.

## Contexte
U2 et le producteur Brian Eno forment Passengers pour un projet parallèle lors des sessions d'enregistrement préliminaires de l'album Pop de U2, sorti en 1997. Leur intention est d'enregistrer une bande originale pour le film de Peter Greenaway, The Pillow Book, sorti en 1996, comme échauffement avant les principales sessions de Pop. Bien que le plan ne se soit pas concrétisé, Eno a suggéré de continuer à enregistrer pour des films imaginaires. U2 n'était pas sûr de l'idée au début, mais a accepté après qu'Eno leur ait dit que produire des succès radiophoniques n'était pas le but de la collaboration.
Par le passé, U2 a fréquemment improvisé et, lors des sessions pour Original Soundtracks 1, ils se livrent à un brouillage de forme libre sur des clips vidéo de divers films. Brian Eno a déclaré « En écoutant les improvisations originales au fur et à mesure qu'elles sortent du sol, vous ressentez l'excitation du processus… Vous devez faire attention à ne pas perturber le flux organique de la chose. » Le groupe fait appel au producteur Howie B pour couper et mixer certains morceaux après plusieurs heures de jam sessions enregistrées.
Une partie de l'intention du groupe en créant Original Soundtracks 1 est de faire un disque « de nuit ». Bono a déclaré « On a l'impression que tout s'est déroulé dans un train à grande vitesse à Tokyo. Chaque disque a un endroit, un endroit où vous aimez l'écouter, que ce soit une chambre ou un club. Et bien ce lieu d'enregistrement est un train à grande vitesse. C'est de la musique au ralenti cependant. Mais il y a une étrange sensation de vitesse en arrière-plan. » Il ajoute que lors de la création d'œuvres pour des bandes sonores, la suggestion visuelle de la musique est plus importante que l'histoire racontée par les paroles. Dans cet esprit, le groupe a essayé de créer une « musique visuelle » lors de l'enregistrement, poursuivant une tendance qui avait débuté avec leur chanson Zooropa sorti en 1993,.

## Écriture et enregistrement
La chanson a été écrite pour le film de Michelangelo Antonioni et Wim Wenders Par-delà les nuages,. Bono décrit la chanson comme « basée sur l'idée que le sexe est une sorte de conversation mais qu'à un autre niveau, c'est une prière. » Il conclut en disant « C'est une chose incroyable de dire à votre amoureuse ou à votre créateur : 'Vos instructions, quelle que soit la direction.' »
Le morceau présente Adam Clayton, le bassiste de U2, récitant le couplet final. C'est le seul enregistrement au sein d'un album qui le met en vedette en tant que chanteur (La seule autre performance vocale d'Adam Clayton remonte à 1983 sur Endless Deep, qui est sorti en face B des singles Sunday Bloody Sunday et Two Hearts Beat as One.) Alors que Brian Eno a pris la majorité des décisions créatives au cours des sessions d'enregistrement, The Edge a déclaré que « les seuls morceaux sur lesquels nous avons vraiment travaillé dur et essayé de créer sont Miss Sarajevo, Slug et Your Blue Room. »

## Sortie
Your Blue Room devait être le deuxième single de l'album après Miss Sarajevo, mais sa sortie a été annulé en raison de mauvaises ventes d'albums,. En plus de l'album Passengers, Your Blue Room a ensuite été présentée en face B du single Staring at the Sun de 1997, et sur le disque des faces B de The Best of 1990-2000 en 2002.

## Réception
Jon Pareles du New York Times a appelé Original Soundtracks 1 « une collection de chansons esquissées et d'instruments de forme libre » dans laquelle « Bono reste calme avec une voix enfumée. » Pareles poursuivi en disant que « Your Blue Room rappelle Pale Blue Eyes du Velvet Underground. » Jim Faber du Daily News de New York s'est montré moins réceptif à l'album en disant « On ne peut pas parler en bien d'un album quand les artistes impliqués ne mettent même pas leur vrai nom dessus. » En ce qui concerne Your Blue Room, Faber dit que cela « ressemble à l'une des ballades fades de Lou Reed des années 1970. » En 2005, dans un article du magazine Rolling Stone, Bono désigne la chanson comme l'une de ses préférées de U2. Il raconte la détermination de U2 à essayer de créer Your Blue Room contre l'inclination de Brian Eno. The Edge a dit « Je pense que cela a payé. »."
Dans une enquête menée en 2010 par le site de fans U2.com, 1 513 des 4 814 participants (soit 31,43 %) qualifient « Your Blue Room comme leur chanson préférée de l'album, la classant ainsi au deuxième rang des chansons les plus appréciées et au deuxième choix général derrière Miss Sarajevo. » (37,99%), et avant aucune préférence (18,53%). Des enquêtes de fans précédentes réalisées en 2005, 2006, et 2007 ont également toutes classé la chanson au deuxième rang des favoris de l'album.

## En concert
Your Blue Room fait ses débuts en concert le 13 septembre 2009 au Soldier Field de Chicago, lors de la tournée U2 360°.
La chanson Your Blue Room est ainsi jouée par U2 lors de certains concerts nord-américains de la tournée U2 360° retour. Pendant la chanson, notamment lors du concert au Giants Stadium à New York le 23 septembre 2009 (ainsi que sur leur vidéo de concert U2360° lors du Rose Bowl), est diffusées la voix de Sinéad O'Connor et une vidéo, toute deux préenregistrées, de Frank De Winne récitant le dernier couplet depuis l'ISS. L'astronaute belge a également récité des paroles de la chanson In a Little While depuis la station spatiale.
En écrivant sur le concert de Toronto du 16 septembre 2009, Mike Doherty du National Post déclare « Lorsque vous pouvez jouer de la musique avec quelqu'un qui est dans l'espace, l'idée est que vous réduisez notre coin de l'univers à sa taille. »
Le Richmond Times-Dispatch a été moins réceptif à l'interprétation de la chanson à Charlottesville, en Virginie, en disant que la chanson a ruiné l'ambiance du concert et qu'elle est « une rumination laborieuse qui a consommé un espace précieux sur la set list. »

## Liste des pistes
| 1. | Your Blue Room (version radio) | 4:34 |
| 2. | Your Blue Room (version album) | 5:28 |

## Personnel
| Passengers - Bono – chant - Adam Clayton – guitare basse, narration - The Edge – guitare, orgue - Brian Eno – synthétiseurs - Larry Mullen Jr. – batterie, percussions | Techniciens - Brian Eno – mixage, séquenceur - Danton Supple – Ingénieur du son |